# Erik Markus Schuetz

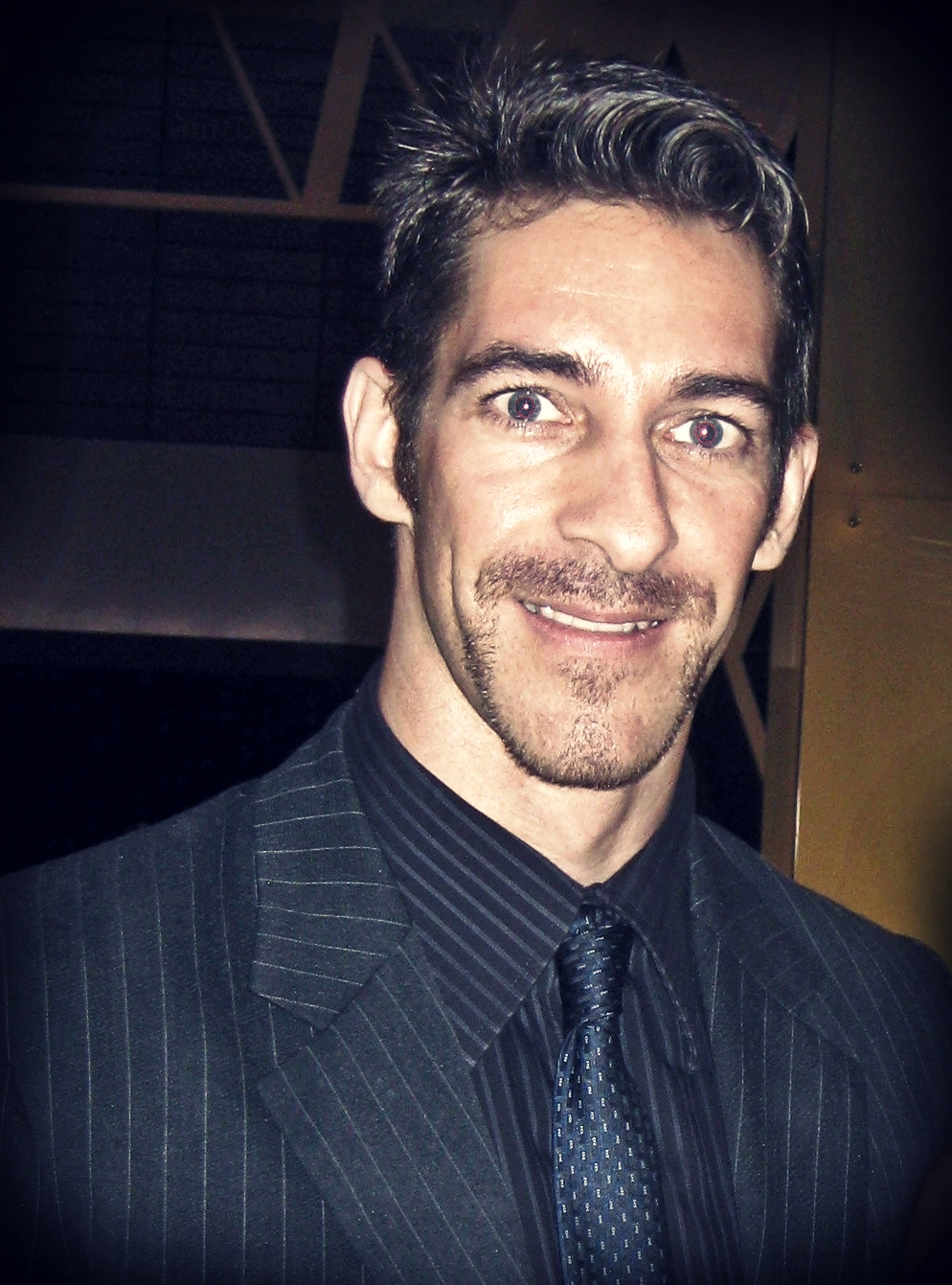
Erik Markus Schuetz, 2009

Erik Markus Schuetz (* 25. Januar 1973 in Bayern) ist ein deutscher Schauspieler, Regisseur, Stuntman, Stunt-action Koordinator und Kampfsportler.

## Leben
Schuetz lernte bereits in jungen Jahren das Ski- und Motorradfahren. Inspiriert von Bruce Lee trainierte er im Alter von elf Jahren Gymnastik und Karate. Mit 16 Jahren begann er mit Krafttraining und Boxen; mit 18 Jahren arbeitete er als Türsteher. Später entdeckte er die Kampfsportart Muay Thai und kämpfte als Profi in Thailand, Spanien und den Vereinigten Staaten.
Im Teenageralter nahm er mit einer Super-8-Handkamera Actionszenen mit Freunden im Garten sowie Kurzfilme auf. Seine erste Schauspielerfahrung hatte Schuetz im Alter von 13 Jahren, als er eine Rolle in der Oper „Der Barbier von Sevilla“ übernahm. Er arbeitete als Line Producer für den US-Actionfilm Blood Ties. Schuetz war ein Teil von Filmen wie Ong-Bak (2003), The Protector (2005) und Beautiful Boxer (2004). Führende Rollen in internationalen Actionfilmen wie The Sanctuary (2009) mit Russell Wong und Kill ´Em All (2012) mit Gordon Liu folgten. Darüber hinaus war er in TV-Werbespots und verschiedenen TV-Serien in Thailand, z. B. Koo Kam und Narok tua Soodthay zu sehen. Als Stunt-Koordinator und Stunt-Fahrer war er mit Bodyslam auf Tournee.
2014 war er in  Jalmari Helanders Film Big Game – Die Jagd beginnt (2014) neben Samuel L. Jackson und Ray Stevenson zu sehen.
Im September 2012 führte er bei dem Kurzfilm Reactions mit Johnny Messner in der Hauptrolle zum ersten Mal Regie. Der Film gewann den Special Honors Award beim 3. Internationalen Film Und Game Festival in München. In der Zwischenzeit drehte er mehrere Film-Trailer und die Kung-Fu-Parodie Dön Fu. Zuletzt drehte Schuetz die Kurzfilme Das Dritte Ich und Temps.
Seit 2012 arbeitet Markus Schuetz vorwiegend als Filmemacher und Fotograf.

## Filmografie (Auswahl)
- 2003: Ong-Bak (องค์บาก)
- 2003: Das Medaillon (The Medallion)
- 2003: Belly of the Beast
- 2003: Beautiful Boxer
- 2005: Revenge of the Warrior – Tom Yum Goong (ต้มยำกุ้ง)
- 2008: The 5th Commandment – Du sollst nicht töten (The Fifth Commandment)
- 2009: Street Fighter: The Legend of Chun-Li
- 2014: Big Game – Die Jagd beginnt (Big Game)